# Vivid (banda)
Vivid (estilizado como ViViD) é uma banda japonesa de rock do movimento visual kei. Formou-se em Tóquio em março de 2009 pelos integrantes Shin,  Reno, Ryōga, IV e Ko-Ki com o conceito de "Melodic Mixture Rock". Logo após a formação, entraram para PS Company e um ano depois migraram para a Epic Records Japan. Nela, lançaram músicas temas de animes como "Blue", de Bleach, e "Hikari", de Magi. Vivid se separou em 2015 e se reuniu dez anos depois, sem Ko-Ki.

## Carreira
O Vivid foi formado em março de 2009 pelo vocalista Shin (ex-Dennou Romeo), os guitarristas Reno (ex-Novelis) e Ryoga, o baixista IV (ex-Kisnate) e o baterista Ko-Ki (ex-NoveLis). Logo em seguida entraram para a PS Company e anunciaram que seus primeiros lançamentos seriam lançados em julho e agosto, sendo eles os singles "Take-off" e "Dear". No final de outubro a banda se apresentou no V-Rock Festival, no Makuhari Messe e lançou o EP The Vivid Color. Já o seu primeiro show solo aconteceu em 7 de novembro. O terceiro single, intitulado "Across the Border", foi lançado em 17 de fevereiro de 2010 em três versões diferentes.
Nos dias 3 e 4 de julho de 2010, o Vivid se apresentou no J.E. Live House em Paris, França, durante o evento Japan Expo 2010. Esta foi a primeira vez que o Vivid se apresentou fora de seu país natal. Seu quarto single, "Precious", foi lançado em 7 de julho em três versões, e foi o 18° single indie mais vendido em 2010 no Japão. Em agosto de 2010, foi anunciado que a Vivid assinaria com a gravadora Epic Records, subsidiária da Sony Music Japan.
Seu quinto e primeiro single em uma grande gravadora, "Yume ~Mugen no Kanata~" (「夢」～ムゲンノカナタ～) , foi lançado em 19 de janeiro de 2011 e usado como música tema de encerramento do anime Level E. Seu sexto single, "Blue", foi lançado em 13 de julho de 2011 e foi usado como o 14º tema de abertura do anime Bleach.
Vivid embarcou em uma turnê pela Ásia em 2011, tocando em Taiwan, Hong Kong e Cingapura. A turnê começou em 2 de agosto de 2011, quando Vivid se apresentou no ACGHK 2011 Heart Beat Seinen Music Festival em Hong Kong. No mês seguinte, se apresentaram no V-Rock Festival 2011 na arena Makuhari Messe, no dia 23. Já em Taipei, Vivid tocou na casa de shows The Wall nos dias 18 e 19 de novembro. Em Cingapura, se apresentaram no Sundown Festival em Cingapura em 26 de novembro.
A canção-título do 7º single do Vivid, "Fake", foi usada como tema do simulador de romance Koi to Shigoto to Kimi no Produce, enquanto o single foi lançado em 9 de novembro de 2011. Em 7 de janeiro de 2012, a apresentação intitulada "Vivid Live 2012 Take Off: Birth to the New World" aconteceu no Nippon Budokan. Seu oitavo single, "Message", foi lançado em 11 de janeiro de 2012. A música foi escrita sobre os sentimentos de Shin sobre o show deles no Budokan.
"Real", o 9º single do Vivid e terceira abertura do Mobile Suit Gundam AGE, foi lançado em 16 de maio de 2012. Vivid lançou seu primeiro álbum completo Infinity em 27 de junho de 2012. O single "Hikari" foi lançado em 5 de fevereiro e usado como segunda abertura de Magi: Kingdom of Magic.
Em 28 de janeiro de 2015, o Vivid anunciou que iria se separar após a última apresentação de sua turnê final, em 29 de abril em Yokohama.

### Reunião (2025–presente)
Vivid se reuniu dez anos depois, em 22 e 23 de março de 2025, para tocar no Tokyo Garden Theater. Após o sucesso destes shows, a banda retornou oficialmente e anunciou diversas turnês pelo Japão para 2025. No entanto, o baterista Ko-Ki não participa da reforma da banda.

## Membros
- Shin (シン) – vocais (2009–2015, 2025–presente)
- Reno (零乃) – guitarra solo (2009–2015, 2025–presente)
- Ryōga (怜我) – guitarra rítmica (2009–2015, 2025–presente)
- Iv (イヴ) – baixo (2009–2015, 2025–presente)

Ex membros
- Ko-Ki – bateria (2009–2015)

## Discografia
Álbuns de estúdio
- Infinity (27 de junho de 2012), posição na Oricon Albums Chart: 10[23]
- The Pendulum (26 de fevereiro de 2014), Oricon: 18

EPs
- The Vivid Color (21 de outubro de 2009), Oricon: 34

Compilações
- Vivid The Best (25 de maio de 2015), Oricon: 19

Singles
- "Take-off" (8 de julho de 2009)
- "Dear" (19 de agosto de 2009), posição na Oricon Singles Chart: 44[24]
- "Across The Border" (17 de fevereiro de 2010), Oricon: 22
- "Precious" (7 de julho de 2010), Oricon: 15
- "Yume ~Mugen no Kanata~" (「夢」～ムゲンノカナタ～, 19 de janeiro de 2011), Oricon: 6
- "Blue" (13 de julho de 2011), Oricon: 4
- "Fake" (9 de novembro de 2011), Oricon: 9
- "message" (11 de janeiro de 2012), Oricon: 4
- "Real" (16 de maio de 2012), Oricon: 6
- "Answer" (24 de abril de 2013), Oricon: 7
- "Hikari" (光-HIKARI-, 5 de fevereiro de 2014), Oricon: 9
- "Thank you all/From the beginning" (28 de janeiro de 2015), Oricon: 15